# Denore
Denore è una frazione di Ferrara di 439 abitanti, facente parte della Circoscrizione 4. 
Il toponimo deriva dal vocabolo dall'onore, in riferimento alla vittoria di una battaglia che vinsero i ferraresi sui ravennati nel 696.
Il paese ha antiche origini e viene menzionato negli Statuti Ferraresi del 1287.

## Monumenti e luoghi d'interesse

### Architetture religiose
La parrocchiale chiesa di San Giovanni Battista risale al 1314.

### Architetture civili
Sull'argine destro del Po di Volano sorge invece la settecentesca villa Naselli, ora Beltrame, la quale, seppur di origini rinascimentali, ha assunto i connotati attuali solo in seguito al restauro dell'edificio avvenuto nel 1757. La villa, costruita dagli Estensi, è passata poi nelle mani della famiglia Naselli i quali avviarono un'opera di trasformazione dell'edificio al quale vi fu aggiunta la scalinata esterna, la cimasa sul tetto che ospita l'orologio e l'apertura dei finestroni centrali. In questo modo fu cambiata la disposizione della facciata dell'edificio, un tempo rivolta verso le acque del Volano per chi voleva giungervi in barca da Ferrara.
Un altro elemento decorativo aggiunto dai Naselli è il grande giardino che circonda la villa, caratterizzato da un intricato disegno di siepi di bosso e da alti alberi.